# Hertogdom Beieren-Landshut
Het hertogdom Beieren-Landshut was een deelhertogdom van het hertogdom Beieren dat bestond van 1392 tot 1503.
Het hertogdom ontstond na de dood van Stefan II, de laatste hertog van Neder-Beieren. In 1375 regeerden zijn drie zoons over het gebied. Na de dood van Otto V van het Opper-Beieren in 1392 verdeelden zij de bezittingen tijdens de derde Beierse deling, waarbij Frederik Beieren-Landshut kreeg.
Het bestond uit het gebied rond de steden Landshut, Moosburg, Erding, Traunstein, Reichenhall, Burghausen en Braunau.
Na het uitsterven van Beieren-Straubing in 1429 werd uit de erfenis het gebied verkregen met de steden Landau en Vilshofen.
Na het uitsterven van Beieren-Ingolstadt in 1447 lijfde Beieren-Landshut vrijwel het hele gebied in.
Na het uitsterven van het huis in 1503 brak de Landshuter Successieoorlog uit tussen Beieren-München en het keurvorstendom van de Palts. Deze oorlog eindigde met de Keulse scheidsrechterlijke uitspraak van 1505. Hierbij verloor Beieren gebied aan Tirol (Oostenrijk), het hertogdom Württemberg, de rijksstad Neurenberg en aan het nieuw gevormde vorstendom Palts-Neuburg.

## Regenten
| regering  | naam        | geboren    | overleden  | familie            |
| --------- | ----------- | ---------- | ---------- | ------------------ |
| 1392-1393 | Frederik    | 1339       | 04-12-1393 | zoon van Stefan II |
| 1393-1450 | Hendrik XVI | 1386       | 20-07-1450 | zoon               |
| 1450-1479 | Lodewijk IX | 23-02-1417 | 18-01-1479 | zoon               |
| 1450-1503 | Georg       | 15-08-1455 | 01-12-1503 | zoon               |